# Ted Corbitt
Ted Corbitt, né le 31 janvier 1919 et mort le 12 décembre 2007, est un coureur de longue distance américain, pionnier de l'ultramarathon et organisateur officiel de courses. Il a détenu plusieurs records américains du marathon au 100 miles et détient le record du monde des 6 jours dans sa catégorie d'âge.

## Biographie
Ted Corbitt est un pionnier de l'ultramarathon, qui a aidé à relancer l'intérêt pour le sport aux États-Unis dans les années 1960 et 1970. Corbitt est souvent considéré, aux États-Unis, comme « le père de la course de longue distance »,. Le chroniqueur Robert Lipsyte du New York Times, a appelé Corbitt un « frère spirituel de la course moderne ». Dans un article de Runner's World (en) qui honore les réalisations d'une vie, l'écrivain Gail Kislevitz a appelé Corbitt un « symbole de durabilité et de longévité ».
Corbitt a également élaboré des normes pour mesurer avec précision les parcours et certifier les courses. La technique implique l'utilisation d'une bicyclette calibrée et a été adoptée dans le monde entier.

### Vie personnelle et professionnelle
Petit-fils d'esclaves, Corbitt est né dans une exploitation cotonnière près de Dunbarton, en Caroline du Sud. Il court sur piste au lycée et à l'université de Cincinnati. En raison de la discrimination raciale commune à l'époque, il est parfois banni de rencontres lorsque les athlètes blancs refusent de rivaliser avec lui. Après son service militaire lors de la seconde guerre mondiale, Corbitt obtient un baccalauréat en physiothérapie de l'université de New York, où il donne ensuite des conférences. Il est physiothérapeute pendant plus de 40 ans. Il décède le 12 décembre 2007 à l'âge de 88 ans,,.

### Entraînement et course
Corbitt rejoint la première organisation d'intégration raciale de course du pays, le New York Pioneer Club, en 1947. Il participe au marathon des jeux olympiques d'été de 1952 à Helsinki. En janvier 1954, il remporte le marathon de Philadelphie (en), la première de ses quatre victoires là-bas. En mai 1954, il gagne le Yonkers Marathon (en), devenant le champion national des États-Unis du marathon. À plusieurs reprises, Corbitt détient les records américains sur piste des 25 miles, du marathon, des 40 miles, 50 miles et 100 miles. Il reste, dans sa cinquantaine, un coureur compétitif à l'échelle nationale.
Pendant de nombreuses années, Corbitt court plus de 30 km par jour de son domicile, dans Le Bronx à New York, à son bureau au centre-ville de Manhattan. Certains jours, il rentre également chez lui en courant. À son sommet, Corbitt court plus 300 km par semaine, beaucoup plus que presque n'importe quel autre coureur de fond. Corbitt court la plupart de ses kilomètres à un rythme rapide. Dans une de ses séances d'entraînement, il court régulièrement 27 km sur piste, suivi par 20 km sur route. Une semaine de 1962, Corbitt court 480 km. Après cela, il voyage en Angleterre et participe dans les 54 miles (87 km) de Londres à Brighton (en), terminant quatrième.
À 81 ans, il parcourt 240 miles (386 km) dans une course de six jours, avec des pauses pour dormir. L'année suivante, dans la même course, il parcourt 303 miles (488 km) et obtient le record du monde dans sa catégorie d'âge,,. Dans son dernier ultra-marathon, il réalise 69 miles (111 km) dans une course de 24 heures à Flushing Meadows en 2003, à l'âge de 84 ans. D'après ses propres comptes, Corbitt a couru plus de 300 000 km (d'après ses estimations en 1994), 199 marathons et ultramarathons, en a remporté 30 et n'a jamais abandonné dans aucune de ces courses jusqu'à l'âge de 75 ans, déclare-t-il,.

### Autres contributions à la course à pied
Corbitt est un officiel non rémunéré de nombreuses organisations de courses à pied, y compris l'Amateur Athletic Union. Il est le fondateur et premier président du Road Runners Club of America (en) et le président fondateur du New York Road Runners. Il aide à planifier le marathon de New York. Corbitt siège à divers conseils et comités pendant plus de 50 ans. Il aide à créer la catégorie des coureurs de plus de 40 ans.
Au début des années 1960, Corbitt conduit les efforts pour mesurer et certifier avec précision les parcours de course longue distance sur route aux États-Unis. La technique, basée sur le travail de John Jewell de Grande-Bretagne, utilise une roue de vélo calibrée en conjonction avec un compteur de tours (en). Cette méthode est encore utilisée aujourd'hui.
En 1998, Corbitt est parmi les cinq premiers coureurs à être intronisés au Temple de la renommée national de longue distance. Corbitt est également intronisé au Temple de la renommée de l'ultrafond américain, lors de son inauguration en avril 2006.
En 2003, à 84 ans, Corbitt termine une course de 24 heures en marchant près de 111 km, terminant 17e sur 35 participants. Certains coureurs sont impressionnés par sa présence ; d'autres n'ont aucune idée de qui il est. À 87 ans, il fait toujours du bénévolat dans des courses d'ultramarathon à New York et parfois même en compétition. Il continue à traiter les patients en physiothérapie. Au moment de sa mort, Corbitt menait un projet pour parcourir toutes les rues de Manhattan.
Corbitt n'a jamais fumé et sa seule boisson était une seule canette de bière pendant l'armée. Il pratiquait l'auto-massage, mâchant soigneusement chaque bouchée de nourriture et buvait beaucoup d'eau. C'était un homme doux qui parlait rarement. Il fut un photographe passionné qui assistait à de nombreux événements sportifs, utilisant un appareil photo avec un objectif de 35 mm, jusqu'à sa mort, à Houston, au Texas.
L'USATF a nommé son prix annuel Men’s Road Ultra Runner of the Year en son honneur.

## Records personnels
Statistiques de Ted Corbitt d'après la Deutsche Ultramarathon-Vereinigung (DUV) :
- Marathon : 2 h 26 min 44 s au marathon de Philadelphie en 1958[2]
- 100 km cross : 7 h 52 min 37 s aux 100 km de Lake Waramaug en 1974
- 100 miles piste : 13 h 33 min 6 s en 1969, record américain[2]
- 24 heures route : 124,507 km aux 24 h Run de Roosevelt Island, NY, en 1993
- 48 heures route : 177,028 km aux 6 j Race Self-Transcendence de New York en 2001 (48 h split)
- 6 jours route : 487,631 km aux 6 j Race Self-Transcendence de New York en 2001 à 82 ans et détient le record du monde dans sa catégorie d'âge[16].

### Littérature
- Corbitt: L'Histoire de Ted Corbitt, Coureur de Longue Distance par John Chodes, Ishi Press 2010  (ISBN 4-87187-315-3)